# SN 2006fn
SN 2006fn – supernowa typu Ia odkryta 15 września 2006 roku w galaktyce A230005+0032. W momencie odkrycia miała maksymalną jasność 20,60m.